# Mario Seidl
Mario Seidl, född 8 december 1992, är en österrikisk utövare av nordisk kombination som ingick i det österrikiska lag som vann brons i normalbacke + 4 x 5 km vid VM 2017.